# Darci de Sousa Vieira
Darci de Sousa Vieira foi um político brasileiro.
Foi deputado à Assembleia Legislativa de Santa Catarina na 4ª legislatura (1959 — 1963), como suplente convocado, eleito pela União Democrática Nacional (UDN).